# JCC Pokémon Online
Ne doit pas être confondu avec Pokémon Trading Card Game (jeu vidéo).
 (mars 2020).
Si vous disposez d'ouvrages ou d'articles de référence ou si vous connaissez des sites web de qualité traitant du thème abordé ici, merci de compléter l'article en donnant les références utiles à sa vérifiabilité et en les liant à la section « Notes et références ».
Cartes à Jouer et à Collectionner Pokémon Online (aussi appelé JCC Pokémon Online ; en anglais Pokémon Trading Card Game Online ou  Pokémon TCG Online ou PTCGO) est un jeu de cartes à collectionner en ligne, développé par Dire Wolf Digital et édité par The Pokémon Company sorti sur iOS, Mac OS X, Microsoft Windows et Android. Ce jeu gratuit est une version numérique et en ligne de Jeu de cartes à collectionner Pokémon, le jeu de cartes de la franchise Pokémon.

## Codes
Des codes sont notamment offerts dans des sachets de cartes physiques. Il faut créer un compte sur le site officiel pour y insérer les codes. Tout comme les cartes Pokémon, les codes peuvent être donnés, échangés ou vendus.
Les codes du jeu sont liés aux extensions de la série de cartes et aux différents produits commercialisés.

## Fin de vie du jeu
Début 2023, la société The Pokémon Company annonce qu'aucune nouvelle extension ne sera ajoutée au Jeu de Carte à Collectionner Pokémon Online à partir du 1er mars 2023 afin de concentrer ses efforts sur la nouvelle version du jeu Pokémon TCG Live, sur laquelle il sera possible de faire migrer les données personnelles des joueurs du PTCGO. L'extension Zénith Suprême de la série Pokémon Épée et Bouclier sera donc la dernière à être disponible sur le PTCGO.